# Ritsuryō
Ritsuryō (律令 (luật lệnh)) là một hệ thống luật lệ dựa trên cơ sở tư tưởng Nho gia và Pháp gia ở Nhật Bản. Hệ thống chính trị dựa trên Ritsuryō gọi là "Ritsuryō-sei" (律令制, Luật lệnh chế), trong đó đó bao gồm Kyaku (格, cách), tương tự các luật lệ sửa đổi, và Shiki (式, thức), là những luật lệ chính thức.
Ritsuryō cũng phân định rõ giữa Luật (律, Ritsu), tương tự luật hình sự, và Lệnh (令, Ryō), tương tự luật hành chính (gồm cả hành chính, tố tụng và dân sự).
Vào cuối thời kỳ Asuka và thời kỳ Nara, triều đình Nhật Bản cố gắng sao chép hệ thống chính trị chặt chẽ từ triều đình nhà Đường của Trung Quốc, đã tập hợp và xây dựng thành hệ thống Ritsuryō. Qua nhiều thế kỷ, ritsuryō dần phát triển. Cho đến thời kỳ Heian, hệ thống này đã thâm nhập sâu rộng cả vào hệ thống  chính trị và văn hóa Nhật Bản.
Từ năm 645, Cải cách Taika đã hình thành những đặc điểm đầu tiên của hệ thống Ritsuryō.
Những bổ sung chính hoàn thiện Ritsuryō bao gồm:
- Ōmi-ryō (近江令), Cận Giang lệnh, năm 669
- Asuka-kiyomihara-ryō (飛鳥浄御原令), Phi Điểu Tịnh Ngự Nguyên lệnh, năm 689
- Taihō-ritsuryō (大宝律令, Đại Bảo luật lệnh), năm 701
- Yōrō-ritsuryō (養老律令, Dưỡng Bảo luật lệnh), 720- 757

## Những nét chính

### Hệ thống chính quyền và cai trị
Trong nửa cuối thế kỷ VII, hệ thống kokugunri-sei (国郡里制 (quốc quận lý chế) kokugunri-sei) phân chia hệ thống hành chính Nhật Bản như sau:
- kuni (国 (quốc) kuni?), tương đương cấp tỉnh
- gun, kōri (郡 (quận) gun, kōri?), gồm 2-20 lý
- ri, sato (里 (lý) ri, sato?), gồm 50 hộ

Vào năm 715, hệ thống gōri-sei (郷里制 (hương lý chế) gōri-sei) bổ sung thêm cấp  gō (郷 (hương) gō), gồm 50 hộ, nằm giữa cấp Quận và cấp Lý. Cấp Lỳ vẫn là cấp cơ bản, nhưng chỉ còn từ 10-25 hộ.
Hệ thống này bị vô hiệu kể từ năm 740.

### Quyền lực trung ương
Hệ thống ritsuryō cũng thành lập một chính quyền trung ương, với Thiên hoàng đứng đầu. Hai cơ quan cao cấp nhất (còn gọi là Nhị quan) gồm:
- Jingi-kan (神祇官, Thần kỳ quan), cơ quan lo về lễ nghi, tương tự Bộ Lễ trong triều đình Trung Quốc
- Daijō-kan (太政官, Thái chính quan), là cơ quan chính phủ, quản lý 8 Bộ (bát tỉnh).

Trong mỗi cơ quan, các chức vụ quan lại được phân thành 4 bậc (shitō): kami (長官), suke (次官), jō (判官) và sakan (主典)>. VD như:
Nhạc quan
- Nhã nhạc đầu (雅楽頭, Uta no kami)[4]
- Nhã nhạc trợ (雅楽助, Uta no suke)[4]
- Nhã nhạc doãn (雅楽允, Uta no jō)[5]
- Nhã nhạc thuộc (雅楽属, Uta no sakan)[5]

Y quan
- Điển dược đầu (典薬頭, Ten'yaku no kami)[6]
- Điển dược trợ (典薬助,Ten'yaku no suke)[6]
- Điển dược doãn (典薬允,Ten'yaku no jō)[6]
- Điển dược thuộc (典薬属,Ten'yaku no sakan)[6]

### Hệ thống phẩm trật
| Phẩm | Phẩm         | Ikai     | Ikai               |
| ---- | ------------ | -------- | ------------------ |
| 1    | Nhất vị 一位 | 正一位   | shō ichi-i         |
| 2    | Nhất vị 一位 | 従一位   | ju ichi-i          |
| 3    | Nhị vị 二位  | 正二位   | shō ni-i           |
| 4    | Nhị vị 二位  | 従二位   | ju ni-i            |
| 5    | Tam vị 三位  | 正三位   | shō san-mi         |
| 6    | Tam vị 三位  | 従三位   | ju san-mi          |
| 7    | Tứ vị 四位   | 正四位上 | shō shi-i no jō    |
| 8    | Tứ vị 四位   | 正四位下 | shō shi-i no ge    |
| 9    | Tứ vị 四位   | 従四位上 | ju shi-i no jō     |
| 10   | Tứ vị 四位   | 従四位下 | ju shi-i no ge     |
| 11   | Ngũ vị 五位  | 正五位上 | shō go-i no jō     |
| 12   | Ngũ vị 五位  | 正五位下 | shō go-i no ge     |
| 13   | Ngũ vị 五位  | 従五位上 | ju go-i no jō      |
| 14   | Ngũ vị 五位  | 従五位下 | ju go-i no ge      |
| 15   | Lục vị 六位  | 正六位上 | shō roku-i no jō   |
| 16   | Lục vị 六位  | 正六位下 | shō roku-i no ge   |
| 17   | Lục vị 六位  | 従六位上 | ju roku-i no jō    |
| 18   | Lục vị 六位  | 従六位下 | ju roku-i no ge    |
| 19   | Thất vị 七位 | 正七位上 | shō shichi-i no jō |
| 20   | Thất vị 七位 | 正七位下 | shō shichi-i no ge |
| 21   | Thất vị 七位 | 従七位上 | ju shichi-i no jō  |
| 22   | Thất vị 七位 | 従七位下 | ju shichi-i no ge  |
| 23   | Bát vị 八位  | 正八位上 | shō hachi-i no jō  |
| 24   | Bát vị 八位  | 正八位下 | shō hachi-i no ge  |
| 25   | Bát vị 八位  | 従八位上 | ju hachi-i no jō   |
| 26   | Bát vị 八位  | 従八位下 | ju hachi-i no ge   |
| 27   | Sơ vị 初位   | 大初位上 | dai so-i no jō     |
| 28   | Sơ vị 初位   | 大初位下 | dai so-i no ge     |
| 29   | Sơ vị 初位   | 少初位上 | shō so-i no jō     |
| 30   | Sơ vị 初位   | 少初位下 | shō so-i no ge     |

Một hệ thống phẩm trật cho các bậc quan lại (官 kan, 官職 kanshoku) phân thành hơn 30 bậc (位 i, 位階 ikai). Hệ thống này gần như tham chiếu từ hệ thống Cửu phẩm của nhà Đường. Chế độ tập ấm (蔭位の制 on'i no sei) tuy cũng tham chiếu từ nhà Đường, nhưng người Nhật áp dụng hơi khác đi.
Bậc Nhất vị (一位, ich-i) được xếp cao nhất trong hệ thống phẩm trật, hạ dần xuống bậc Bát vị (八位 hachi-i), là những phẩm trật chính thức. Bậc thấp nhất là Sơ vị (初位, so-i) tuy tồn tại, nhưng không chính thức.
Các quan lại thuộc 3 vị đầu được xếp vào bậc tôn quý (貴 ki), và được phân chi tiết mỗi vị thành 2 bậc Chánh (正 shō) và Tòng (従 ju) (như bậc Chánh tam vị [正三位 shō san-mi], Tòng nhị vị [従二位 ju ni-i]). Từ vị thứ tư trở xuống, mỗi bậc tiếp tục được phân chi tiết thành các bậc nhỏ là Thượng  (上 jō) và Hạ (下 ge) như Tòng tứ vị hạ  (従四位下 ju shi-i no ge) hay Chánh lục vị thượng (正六位上  shō roku-i no jō). Thăng tiến trong hệ thống phẩm trật thường rất chậm trong hàng ngũ quan liêu, rất hiếm khi có trường hợp thăng tiến hơn 6 bậc. Điều này hình thành một ranh giới ngăn cắt tự nhiên giữa tầng lớp quý nhân ([貴族 kizoku, từ Ngũ vị trở lên) và hạ nhân ([地下 jige, từ Lục vị trở xuống).
Thêm vào đó, tiêu chí về thu nhập koku (石, 1 koku = xấp xỉ 150 kilograms), cũng được xem như một tiêu chuẩn phân cấp địa vị. Trung bình ở phẩm Lục vị có thể được cấp mức thu nhập 22 koku gạo một năm, nhưng phẩm Ngũ vị có thể được cấp tới 225 koku gạo, và Tam vị được cấp nhiều hơn 6.957 koku gạo một năm.
Hộ tịch (戸籍 koseki) được cập nhật mỗi 6 năm làm căn cứ cho hệ thống thu thuế (計帳 keichō). Dựa trên keichō, các mức thuế (租庸調 So-yō-chō) được đặt ra, căn cứ trên gạo hoa màu, nhưng cũng có khi tính trên sản vật địa phương như vải lụa, muối...
Hệ thống cũng thành lập các chức việc địa phương theo lệnh của kokushi (国司, quốc ty), dù đôi khi các chức việc được cử từ kinh thành đến và các võ quan.

### Luật hình
Trong hình luật, các hình phạt được phân thành 5 cấp gokei (五刑 (ngũ hình) gokei):
1. Đánh roi (笞, chi): hình phạt đánh roi, tùy theo mức nặng nhẹ, từ 10 đến 50 roi.
2. Đánh trượng (杖, jō): phạt trượng nặng hơn roi và được thực hiện ở nơi công cộng, từ 60 đến 100 trượng.
3. Phạt tù (徒, zu): Phạt giam, từ 1 đến 3 năm.
4. Lưu đày (流 ru): có các mức gần (近流, konru), vừa (中流, chūru) và xa (遠流, onru)
5. Xử chết (死, shi): có các mức thắt cổ (絞, kō) và xử chém (斬, zan)

Hình luật cũng xác định 8 tội nặng hachigyaku (八虐 (bát ngược) hachigyaku) không thể ân xá. Nó dựa trên Thập ác của hình luật nhà Đường, nhưng bớt đi 2 tội liên quan đến gia đình.